# بنجامين وين
بنجامين وين (بالإنجليزية: Benjamin Wynn)‏ هو ملحن ومنتج أسطوانات أمريكي، ولد في 1979 في شيكاغو في الولايات المتحدة.

## وصلات خارجية
- الموقع الرسمي
- بنجامين وين على موقع IMDb (الإنجليزية)
- بنجامين وين على موقع ميوزك برينز (الإنجليزية)
- بنجامين وين على موقع ديسكوغز (الإنجليزية)